# خورخي لارينا افيلانيدا رويج
خورخي لارينا افيلانيدا رويج (بالإسبانية: Jorge Larena) (29 سبتمبر 1981 بلاس بالماس دي غران كناريا في إسبانيا - ) هو لاعب كرة قدم إسباني في مركز الوسط. شارك مع منتخب إسبانيا تحت 21 سنة لكرة القدم. أما مع النوادي، فقد لعب مع أتلتيكو مدريد وريكرياتيفو وسلتا فيغو ونادي أيك لارنكا ونادي لاس بالماس ونادي هويسكا وUD Las Palmas Atlético ‏.

## روابط خارجية
- خورخي لارينا افيلانيدا رويج على موقع قاعدة بيانات كرة القدم.إي يو (الإنجليزية)
- خورخي لارينا افيلانيدا رويج على موقع Soccerway.com (الإنجليزية)
- خورخي لارينا افيلانيدا رويج على موقع AS.com (الإسبانية)